# Paratyposyllis
Paratyposyllis är ett släkte av ringmaskar. Paratyposyllis ingår i familjen Syllidae.
Kladogram enligt Catalogue of Life:
| Paratyposyllis | \| \| Paratyposyllis paurocirrata \| \| \| \| \| \| Paratyposyllis peresi \| \| \| \| |
|                | \| \| Paratyposyllis paurocirrata \| \| \| \| \| \| Paratyposyllis peresi \| \| \| \| |
|                | Paratyposyllis paurocirrata                                                           |
|                |                                                                                       |
|                | Paratyposyllis peresi                                                                 |
|                |                                                                                       |